# پرولتارسکی (آدیغیه)
پرولتارسکی (به لاتین: Proletarsky) یک منطقهٔ مسکونی در روسیه است که در آدیغیه واقع شده‌است.